# St. Michael (Götting)

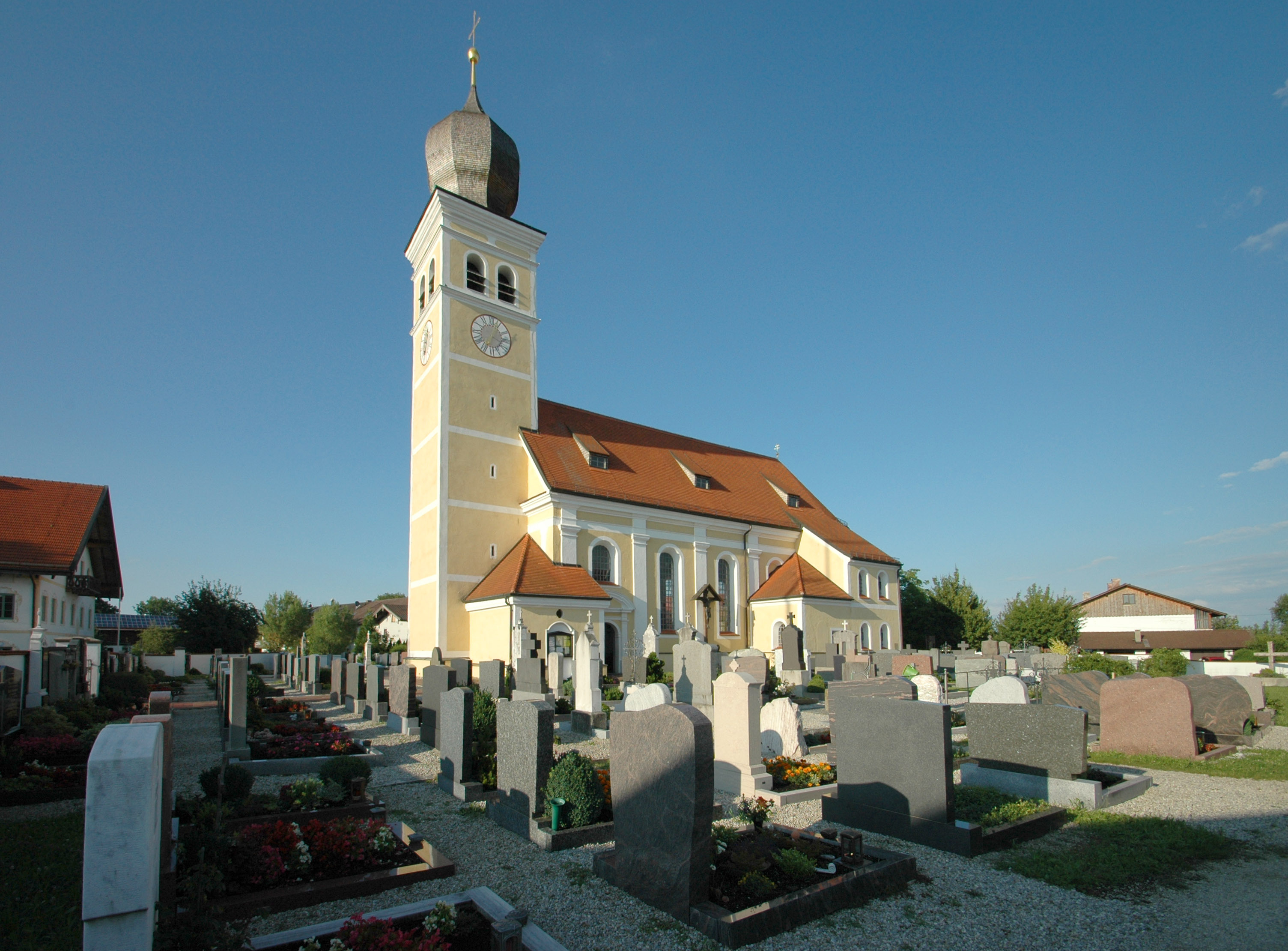
St. Michael in Götting

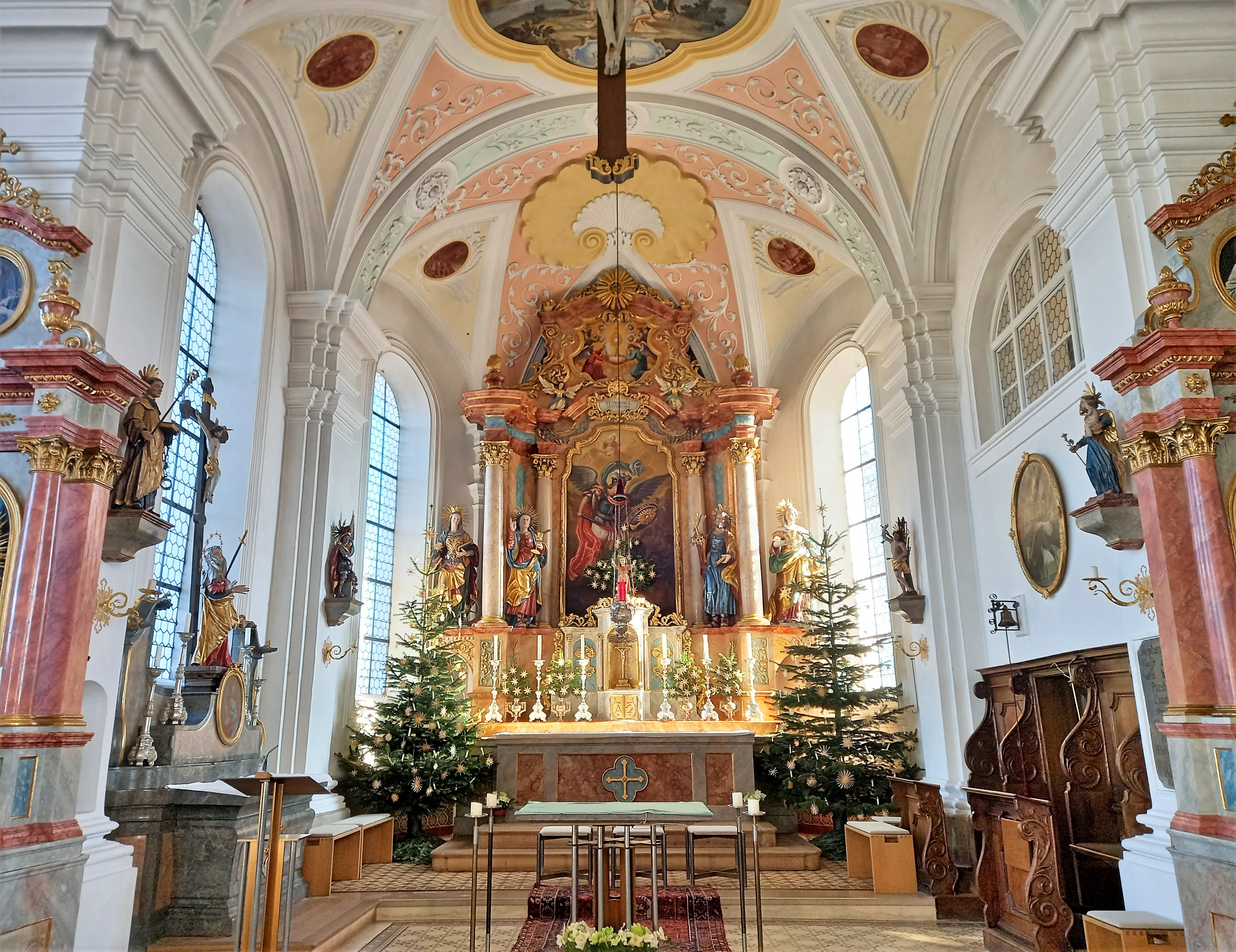
Innenansicht

Die römisch-katholische Pfarrkirche St. Michael steht in Götting, einem Gemeindeteil des Marktes Bruckmühl im oberbayerischen Landkreis Rosenheim. Das Bauwerk ist in der Liste der Baudenkmäler in Bruckmühl als Baudenkmal unter der Nr. D-1-87-122-19 eingetragen. Die Kirche gehört zum Pfarrverband Heufeld-Weihenlinden im Dekanat Rosenheim des Erzbistums München und Freising.

## Beschreibung
Die barocke Saalkirche wurde 1723–25 nach einem Entwurf des Bad Aiblinger Stadtbaumeisters Wolfgang Dinzenhofer auf den Fundamenten des Vorgängerbaus errichtet. Sie besteht aus dem Langhaus mit vier durch Pilaster gegliederten Achsen, dem eingezogenen, halbrund geschlossenen Chor im Osten und der zweigeschossigen Sakristei an der Südwand des Chors. Der Fassadenturm mit den vom Vorgängerbau stammenden unteren Geschossen steht im Westen. Er wurde aufgestockt, um die Turmuhr und den Glockenstuhl unterzubringen, und mit einer Zwiebelhaube bedeckt. Ein Vorzeichen befindet sich an der Südwand des Langhauses neben dem Fassadenturm und neben der Sakristei. 
Der Innenraum ist mit einem Stichkappengewölbe überspannt. Auf dem Altarretabel des von Skulpturen flankierten Hochaltars ist der Erzengel Michael dargestellt. Die Orgel wurde 2002 von Frenger & Eder gebaut. Zur Wiedereröffnung nach der Restaurierung von 1998 bis 2002 wurde ein Volksaltar eingeweiht.